# جاستين روبرتس
جاستين روبرتس (بالإنجليزية: Justin Roberts)‏ (29 ديسمبر 1979) مذيع ومعلق أمريكي كان يعمل في اتحاد الدبليو دبليو أي من عام 2002 إلى عام 2014 في عروض الراو والسماكدون والإي سي دبليو.

## المهنة
جاستن روبرتس عمل كمعلق لاتحاد دبليو دبليو إي من 2002 حتي 2014
و عمل معلق علي بعض الاحداث المحلية مثل عرض أول اين 21018
و في 2019 وقع عقد مع اتحاد اول اليت ريسلينغ ليصبح معلن الحلبة الخاص بهم
يمتاز روبرتس بطريقة رائعة في تقديم المباريات جعلت منه أحد أهم مقدمي المباريات في عالم مصارعة المحترفين

## روابط خارجية
- جاستين روبرتس على موقع دبليو دبليو إي (الإنجليزية)
- جاستين روبرتس على موقع WrestlingData.com (الإنجليزية)
- جاستين روبرتس على موقع CageMatch worker (الإنجليزية)

- الموقع الرسمي
- قالب:WWE superstar
- جاستين روبرتس على موقع IMDb (الإنجليزية)
- جاستين روبرتس على موقع قاعدة بيانات الفيلم (الإنجليزية)